# Parafia św. Mikołaja i św. Aleksandry w Nicei
Parafia św. Mikołaja i św. Aleksandry – etnicznie rosyjska prawosławna parafia w Nicei.
Parafia istnieje od momentu poświęcenia soboru św. Mikołaja, jakie miało miejsce w 1912. Sobór przejął wówczas funkcje głównej świątyni w Nicei – po mniejszej cerkwi św. Mikołaja i św. Aleksandry. Liczba parafian – do tej pory głównie zamieszkałych w Nicei stale lub czasowo rosyjskich arystokratów – gwałtownie wzrosła po rewolucji październikowej, kiedy we Francji znalazła się nowa grupa białych emigrantów z Rosji. W 1923 powołali oni stowarzyszenie kulturalne, które do dziś opiekuje się parafią oraz cmentarzem prawosławnym przy ulicy Caucade i koordynuje prowadzoną przez nią działalność edukacyjną i dobroczynną.
Parafia należała do Zachodnioeuropejskiego Egzarchatu Rosyjskiego Kościoła Prawosławnego. W momencie przejścia jego zwierzchnika Eulogiusza (Giergijewskiego) pod jurysdykcję patriarchy Konstantynopola stała się częścią nowo powołanego Zachodnioeuropejskiego Egzarchatu Parafii Rosyjskich, w którym pozostawała do jego likwidacji (2018). W 2019 r. parafia przyjęła jurysdykcję Rumuńskiego Kościoła Prawosławnego.